# マリオブラザーズ

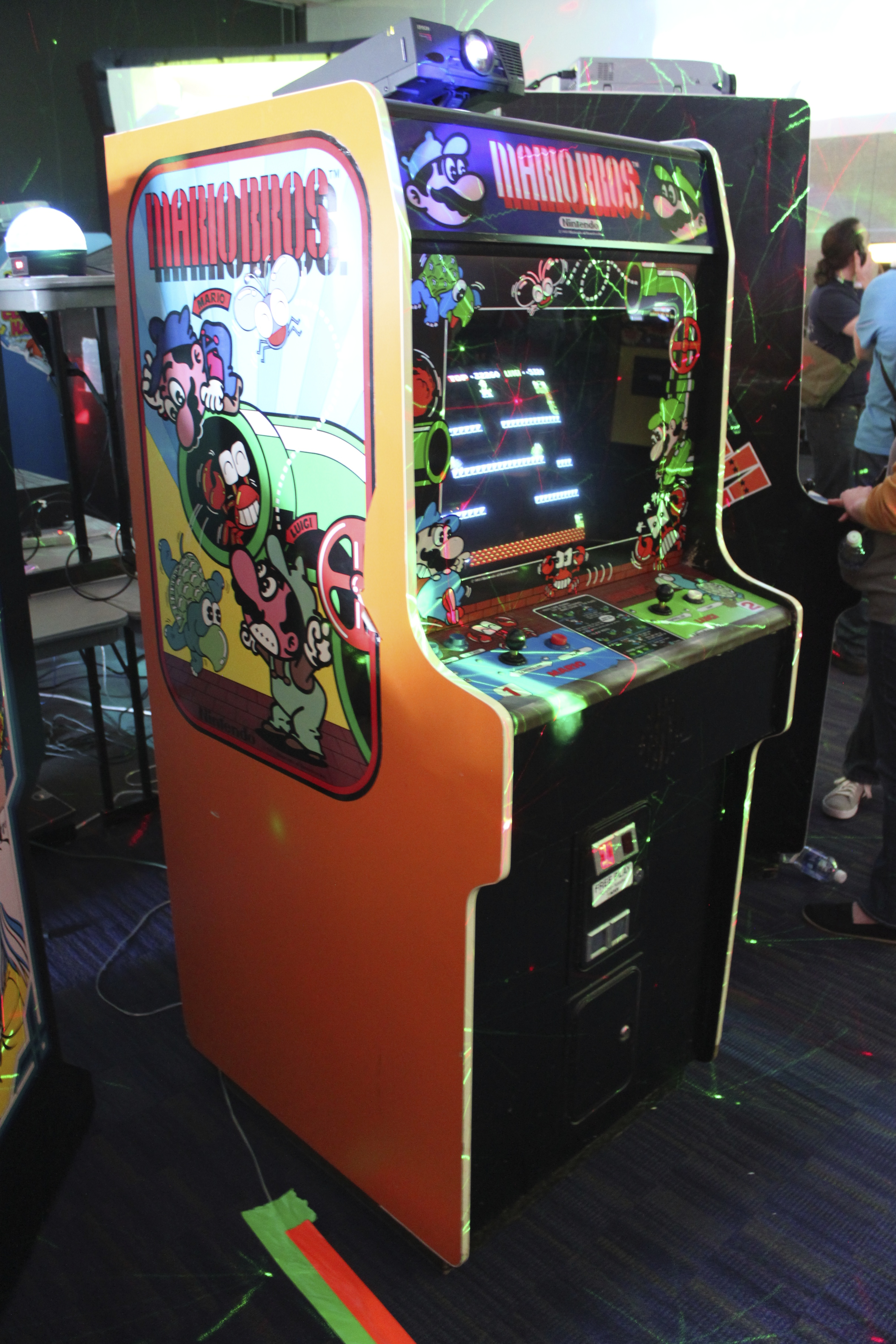
アーケードゲームのマリオブラザーズ。

『マリオブラザーズ』（MARIO BROS.）は、1983年に任天堂が発売したコンピュータゲーム。配管工のマリオとルイージが、下水道から流出したカメ、カニ、ハエなどを駆除していくアクションゲーム。マリオシリーズ第1作目。
1983年3月14日にゲーム&ウオッチ版が発売。同年6月21日にアーケードゲーム版が稼働したが、両作品はゲーム内容が全く異なる。後にアーケード版はファミリーコンピュータを始めとした数々の家庭用ゲーム機に移植された（#他機種版）。
本記事では、まずアーケード版について述べ、その後に#ゲーム&ウオッチ版について述べる。

## ゲーム内容

### システム
土管から出現する敵キャラクターを床の下から突き上げて気絶させ、蹴り落として退治する。複数の敵をまとめて蹴り落とすと、敵の数に応じて得点に倍率がかかる。敵を一匹倒すごとにコインが1枚出現し、下から突き上げる、もしくは触れることで回収でき、得点が入る。ステージの敵を全て倒すと面（フェイズ）クリア。フェイズが進むほど難易度は上昇して行く。数フェイズごとにボーナスステージ(TEST YOUR SKILL)があり、フィールド内に配置されたコインを集めるステージとなる。時間内にコインを全部集めるとボーナスポイントを獲得できる。
ゲームスタート時と次ラウンドより新敵キャラクター登場前には、敵キャラクターの名前と倒し方が画面で説明される。
エンディングはなく、ゲームオーバーになるまでひたすらゲームが続いていくループゲーム。PHASE 23以降のPHASEは98までカウントされ、その次の面以降は98で固定されるが、ゲーム内容はPHASE 16〜22の繰り返しとなる。
また、初期バージョンのみループに限度があり、980000点以上になった時点で強制的にゲームオーバー処理がされる。

### POWブロック
ステージの1段目中央にあるブロック。「パワー床」とも呼ばれる。下から突き上げることでステージの床全体を突き上げたのと同じ効果を及ぼす。使うごとにパワー床は薄くなってゆき、3回目で消滅する。パワー床は接地しているプレイヤーおよび敵キャラクター、そしてファイアーボールに対して効果が及ぶため、非常に強力な攻撃手段となりうる。なおこの方法で消した火の玉は得点されない。アーケード版をはじめとするつららのあるバージョンでは完成したつららはすべて落ち、未完成のつららは破壊される。パワー床の使用可能回数は2度目以降の ボーナス フェイズで全回復する。

### 2人プレイ
本作登場時、キャッチフレーズが書かれたポップ広告の通り1コインで2人同時プレイも楽しめた。敵キャラクターだけでなくプレイヤーキャラクター同士にも衝突判定が設定されており、それがゲーム上でも大きな意味を持つ。インストラクションカードには「協力するか、それとも裏切るか」と書かれており、異なる遊び方をさりげなく提示している。

#### 対戦でできる相手の倒し方
- 気絶している敵を下から突き上げることで目を覚まさせられることを利用して、相手が敵を蹴り落とそうとする瞬間にその敵を突き上げる。これは基本技なだけに互いに慣れてくると警戒して成功しにくくなってくるが、起こすのが間に合うかどうかの微妙な距離の場合や気絶している敵が3匹などの場合、相手も危険を冒してこれを強引に取りに来るのでその場合は成功する。
- 相手を突き上げて敵に当てる。
- 相手を押して敵や火の玉に接触させる。
- 高速移動するピンクガニを突き上げて、横にはねさせ相手に当てる。
- 敵をジャンプで避けようとする相手に上から飛び降りて下の敵に接触させる。
- 最上階に行った相手を2段目の中央で降ろさないよう阻止し下から攻撃する。
- 相手を踏みつけて約2秒間行動不能にする（判定はややシビア。また、相手がジャンプ中は踏みつけられない）。
- ミスして上部中央から再出現した相手に向かってジャンプし接触可能なタイミングを計って飛び蹴りをして下の敵に当てる（ファミコン版のみでアーケード版では飛び蹴りをしても相手は落ちない）。

などがある。

## キャラクター
『ドンキーコング』で大工と設定されていたマリオの職業が（ゲーム&ウオッチ版『マリオブラザーズ』の工場作業員を経て）配管工と呼ばれるようになった。ルイージが初登場するが、本作ではまだマリオとの違いは服装の色のみである。

### 敵キャラクター
- キャラクター名はアーケード版 / ファミコン版 / NES版 / GBA（日本語版） / GBA（英語版）

シェルクリーパー（Shellcreeper） / カメさん / Turtle / トゲゾー / Spinys
カメ。最も基本的な敵キャラクター。下から1回突き上げるとひっくり返って気絶する。その状態でもう一度突き上げるかしばらく放置すると復活してしまう（他の敵も共通）。また最後の1匹になると色が変わり移動速度が速くなる。
アーケード版およびディスクシステム版『帰ってきた』では気絶から回復する際、甲羅を脱ぎ捨て外からひっくり返し再度甲羅を纏うといったモーションが存在する。また接触してプレイヤーが噛みつかれた際には一瞬凶悪な表情になる。
後に発売された『スーパーマリオブラザーズ』のノコノコのモデルであり、クッパを始めとするカメ一族の敵キャラクターたちのモチーフになったと思われる。ただし、本作ではどの敵も『スーパーマリオブラザーズ』のノコノコのように上から踏んで倒すことはできず、どこから接触してもミスになる。ノコノコの影響により踏める敵と誤解されるようになったため、のちの『スーパーマリオブラザーズ3』の2人用バトルゲームや、その後のリメイク作品ではトゲゾーに変更されているものが多い。ただし、スーパーマリオコレクション版のBATTLE GAMEでのみトゲゾーとは別にノコノコも登場している。
サイドステッパー（Sidestepper） / カニさん / Crab / カニ / Crabs
カニ。1回突き上げると怒って少しスピードアップし、その状態でもう1回突き上げると気絶する。2回突き上げないと気絶しない。ただし気絶後は1回突き上げるだけで初期状態に戻る。最後の1匹になると高速化する。マリオコレクション版ではカニキチ（カニ吉）と呼ばれ、カニさんよりスピードアップの段階が少ない。
シェルクリーパー同様、プレイヤーが噛まれると一瞬凶悪な表情になる。マリオクラッシュに登場するものはクワトロと呼ばれていた。
ファイターフライ（Fighterfly） / ファイターフライ / Fighter Fly / フライ / Fighter flies
ハエ。横一方向のみに移動する点は他の敵キャラクターと変わらないが、ジャンプしながら移動する。着地していないときには突き上げても攻撃が効かない。なおファイターフライだけは気絶を放置させない限り高速にはならず、これを最後の一匹にしても速度に変化は起こらない。最低速では、下をくぐることのできるタイミングが存在する。マリオコレクション版ではハエまる（ハエ丸）と呼ばれ、ファイターフライよりスピードアップの段階が少ない。このキャラクターとは別物として『マリオ&ルイージRPG』の敵キャラクターに登場している。
上記の3種類は気絶させておいてしばらく放置すると自力で復活し、その際に色が変わって動きが少し速くなる。さらに同じことを繰り返すともっと素早くなる。また、敵を倒していき最後の1匹となったのがファイターフライ以外であった場合、自動的にこの一番素早い状態になる。
アーケード版のシェルクリーパーは気絶から自力で回復する毎に色が緑から青に、青から赤に変化（ゲームボーイアドバンス版のトゲゾーは赤→緑→青）。
アーケード版のサイドステッパーは気絶から自力で回復する毎に色が赤から青に、青からピンクに変化（ゲームボーイアドバンス版では赤→緑→青）。
アーケード版のファイターフライは気絶から自力で回復しても色は変化しない（ゲームボーイアドバンス版では青→黄色→ピンクの順に変化）。
スリップアイス（Slipice） / フリーズ / Freezie / フリーザー / Freezy
氷柱。PHASE 10から登場。一定時間ごとに土管から出現して移動し、最下段を除く床の中央に到達すると、床を凍らせて滑りやすくさせてしまう。下から突き上げることで破壊可能（蹴り落とす必要はない）。最上段の床は凍らせない（ゲームボーイアドバンス版では最上段も凍らせる）。
アーケード版ではマリオ（ルイージ）が触れると体が凍るモーションが存在した（つららも同様）。
つらら（Icicles）
PHASE 17から登場。最上部の床（ゲームボーイアドバンス版では最初から凍っている）とパイプから不規則に発生し、つららが完成するとすぐにステージの下までまっすぐ落下する。つららが完成するまでに下から叩けば消すことができるが、完成形および落下中のつららに触れるとミスになる。なお、完成後につららの近く（当たり判定スレスレ）の床を叩くと即座に落とすことができる（パイプに発生したものは落とせない）。つららはファミコンのROM版は容量の関係で削除されているが、ディスクシステム用にリメイクされた『帰ってきたマリオブラザーズ』で復活した（ゲームボーイアドバンス版でも登場する）。また『アイスクライマー』にも受け継がれている。
ファイアボール、グリーンボール / ファイアボール / Fireball / ファイアーボール / Fireballs
火の玉。敵が減り一定時間経つと出現する（高次面になるほど規定時間は短くなる）。時間経過と共に出現間隔が短くなる。赤（ファイアボール：赤玉）と緑（グリーンボール：青玉）の2種類が存在し動きが異なる。
赤玉はゆっくり斜めに移動し床や画面端で直角に跳ね返る。床に接地した際に下から叩くことで消すことができ、得点も1000点入る。床で消すか、規定時間経過で自然消滅した後に再出現すると動きが速くなり（POWブロックで消した、またはこれに触れてミスをした場合は速くならない）、繰り返すとマリオよりも高速で動くようになるため回避が困難になる。
青玉はマリオがいる段の反対側から出現する（マリオのミス後、画面下へ降下する時もその段に出現する）。ステージの端からマリオ・ルイージと同じ速さで段を蛇行移動し、反対側の端に着くと消える。赤玉同様に床接地時に消すことができるほか、特定の場所でくぐることが可能（サイズの違いから、アーケード版では自機が停止した状態ではくぐれないが、走行中タイミングが合致すれば可能。同様の理由から、アーケード版では特定の場所では飛び越すことができない）。アーケード版では一度に2個出てくることもあり一度出た方向と逆の方向から、あるいは同じ方向から出現する。2個目は、2人プレイ中はルイージに合わせて出現する。また規定時間以前でも、同じ段に長時間滞在していると出現する。
スーパーマリオコレクション版のみで遊べるBATTLE GAMEでは、テレサに変更された。
アーケード版ではマリオ（ルイージ）が触れると体が燃えるモーションが存在した。
クッパ
ゲームボーイアドバンス版のバトルゲームで4の倍数のステージに登場。下から叩いたりPOWによって一時的に怯ませられるが、倒すことはできない。他の敵より体格が大きく、上から2段目に陣取ったまま往復する（他の敵はすり抜ける）。目の前に炎を吐いて攻撃する（『スーパーマリオブラザーズ』のような飛び道具ではない）。

## 他機種版
| No. | タイトル                                      | 発売日                                      | 対応機種                                                                                               | 開発元                            | 発売元         | メディア                                | 型式           | 売上本数        | 備考                                                                                |
| --- | --------------------------------------------- | ------------------------------------------- | --- | --------------------------------- | -------------- | --------------------------------------- | -------------- | --------------- | ----------------------------------------------------------------------------------- |
| 1   | マリオブラザーズ                              | 1983年9月9日 1986年6月 1986年9月1日         | ファミリーコンピュータ                                                                                 | 任天堂 岩崎技研工業               | 任天堂         | 192キロビットロムカセット               | HVC-MA         | 165万本 228万本 | -                                                                                   |
| 2   | MARIO BROS.                                   | 1983年                                      | Atari 2600                                                                                             | アタリ                            | アタリ         | ロムカセット                            | -              | 148万本         | -                                                                                   |
| 3   | MARIO BROS.                                   | 1983年                                      | Atari 5200                                                                                             | アタリ                            | アタリ         | ロムカセット                            | -              | -               | -                                                                                   |
| 4   | マリオブラザーズスペシャル                    | 1984年2月                                   | FM-7 MZ-1500 MZ-2200 PC-6000シリーズ PC-6601 PC-8001mkII PC-8800シリーズ PC-9800シリーズ SMC-777 X1 S1 | ハドソン                          | ハドソン       | カセットテープ フロッピーディスク       | -              | -               | -                                                                                   |
| 5   | パンチボールマリオブラザーズ                  | 1984年2月                                   | FM-7 IBM JX MZ-1500 PC-6000シリーズ PC-8001mkII PC-8001mkIISR PC-8800シリーズ FM-16β S1                | ハドソン                          | ハドソン       | カセットテープ フロッピーディスク       | -              | -               | -                                                                                   |
| 6   | MARIO BROS.                                   | 1986年                                      | コモドール64                                                                                           | Ocean Software                    | Ocean Software | ロムカセット                            | -              | -               | -                                                                                   |
| 7   | MARIO BROS.                                   | 1987年                                      | Amstrad CPC ZX Spectrum                                                                                | Ocean Software                    | Ocean Software | フロッピーディスク カセットテープ       | -              | -               | -                                                                                   |
| 8   | MARIO BROS.                                   | 1988年                                      | Atari 7800                                                                                             | アタリ                            | アタリ         | ロムカセット                            | -              | -               | -                                                                                   |
| 9   | スーパーマリオブラザーズ3                     | 1988年10月23日 1990年2月12日 1991年8月29日  | ファミリーコンピュータ                                                                                 | 任天堂                            | 任天堂         | 3メガビット+64キロRAMロムカセット       | HVC-UM         | 384万本         | ミニゲームとして収録                                                                |
| 10  | 帰ってきたマリオブラザーズ                    | 1988年11月30日                              | ディスクシステム                                                                                       | インテリジェントシステムズ        | 任天堂         | ディスクカード両面                      | FMC-KMAR       | -               | ディスクカード書き換え専用ソフト                                                    |
| 11  | MARIO BROS.                                   | 1989年                                      | Atari 8ビット・コンピュータ                                                                            | Sculptured Software               | アタリ         | ロムカセット                            | -              | -               | -                                                                                   |
| 12  | スーパーマリオコレクション                    | 1993年7月14日 1993年8月2日 1993年12月16日   | スーパーファミコン                                                                                     | 任天堂情報開発部                  | 任天堂         | 16メガビットロムカセット                | SHVC-4M        | 212万本         | リメイク版『スーパーマリオブラザーズ3』に2人対戦専用モード「BATTLE GAME」として収録 |
| 13  | スーパーマリオアドバンス                      | 2001年3月21日 2001年6月11日 2001年6月22日   | ゲームボーイアドバンス                                                                                 | 任天堂                            | 任天堂         | ロムカセット                            | AGB-P-AMAJ-JPN | -               | -                                                                                   |
| 14  | ファミコンミニ11 マリオブラザーズ             | 2004年5月21日                               | ゲームボーイアドバンス                                                                                 | 任天堂                            | 任天堂         | ロムカセット                            | AGB-P-FMBJ-JPN | -               | -                                                                                   |
| 15  | マリオ&ルイージRPG                            | 2003年11月17日 2003年11月21日               | ゲームボーイアドバンス                                                                                 | アルファドリーム                  | 任天堂         | 128メガビットロムカセット               | AGB-P-A88J-JPN | -               | -                                                                                   |
| 16  | マリオブラザーズ                              | 2006年11月19日 2006年12月8日 2006年12月12日 | Wii | 任天堂 インテリジェントシステムズ | 任天堂         | ダウンロード （バーチャルコンソール）   | -              | -               | ファミリーコンピュータ版の移植                                                      |
| 17  | スーパーマリオコレクション スペシャルパック   | 2010年10月21日                              | Wii | 任天堂                            | 任天堂         | Wii用光ディスク                         | RVL-P-SVMJ-JPN | -               | -                                                                                   |
| 18  | マリオブラザーズ                              | 2013年5月8日 2014年1月30日 2014年1月9日     | ニンテンドー3DS                                                                                        | 任天堂                            | 任天堂         | ダウンロード （バーチャルコンソール）   | -              | -               | ファミリーコンピュータ版の移植                                                      |
| 19  | マリオブラザーズ                              | 2013年5月29日 2013年6月20日                 | Wii U                                                                                                  | 任天堂                            | 任天堂         | ダウンロード （バーチャルコンソール）   | -              | -               | ファミリーコンピュータ版の移植                                                      |
| 20  | マリオブラザーズ                              | 2016年11月10日 2016年11月11日               | ニンテンドークラシックミニ ファミリーコンピュータ                                                      | 任天堂                            | 任天堂         | 本体に内蔵                              | -              | -               | ファミリーコンピュータ版の移植                                                      |
| 21  | マリオブラザーズ                              | 2017年9月27日                               | Nintendo Switch                                                                                        | ハムスター                        | ハムスター     | ダウンロード （アーケードアーカイブス） | -              | -               | アーケード版の移植                                                                  |
| 22  | ファミリーコンピュータ Nintendo Switch Online | 2018年9月19日                               | Nintendo Switch                                                                                        | 任天堂                            | 任天堂         | ダウンロード                            | -              | -               | ファミリーコンピュータ版の移植                                                      |

### ファミリーコンピュータ版
1983年9月9日に発売。国内売り上げ本数約163万本。ROMカセットのタイトルシールには2種類あり、初期版は銀の背景にオレンジ色のタイトルの下に太い波線の物（当時のファミコンソフトに見られたタイプ）、後期版はタイトルの横に箱と同じイラストが縮小されて描かれている物（『スーパーマリオブラザーズ』と同様のタイプ）となっている。
1988年10月23日に発売の『スーパーマリオブラザーズ3』も2人プレイ中でも同様のゲームがプレイ可能であるが、同作ではコースでゴールしたときに得たパネルを奪い合う対戦ミニゲームの色が濃いため、本作とはいささかゲーム性が異なる。従来のシェルクリーパー（カメさん）が「トゲゾー」に置き換えられており、他の敵キャラクターは「カニさん」「ファイターフライ」表記となっている。相手を踏むか突き上げることで、持っているパネルが1枚飛び出す。また、ルールの異なるオリジナルステージが2つ追加されている。
ファミリーコンピュータ発売前後のCMで『マリオブラザーズ』が紹介されていたが、ルイージの色が違う（白色ではなく緑色。アーケード版の色が緑のツナギに茶色のシャツであった）。
FC版では容量の都合から、アーケード版と比べると細かい演出がカットされていたり、シェルクリーパーとファイヤーボールの大きさがアーケード版に比べてかなり小さくなっている。
1993年には、『Mario Bros. Classic』がヨーロッパ限定で販売された。これは、『帰ってきたマリオブラザーズ』の仕様にアーケード版にあったPHASE 1,5,7,9のアトラクトデモを追加した内容となっている。なお、本作ではPHASE 24以降になると、敵がひっくり返っている時間が短くなっている。
PHASE 99をクリアするとその次はPHASE 0となりそしてPHASE 1に戻る。
ルイージのほうが面開始時の立ち位置がわずかに右寄りなので、3面などのコイン取りではタイムが0.1秒多く残せるが、通常面ではPOWまでの距離がマリオより僅かに遠い。

### ファミリーコンピュータ ディスクシステム版
1988年11月30日にディスクライター書き換え専用ソフト『帰ってきたマリオブラザーズ』としてリメイク発売。
当時「マリオカレー」などのキャラクター商品を発売していた永谷園がスポンサーについたため、書き換え価格が標準では500円のところ、本作については上記の広告料などの関係で400円に引き下げられた。このためゲーム中に同社の「マリオカレー」「お茶づけ海苔」などのCMが流れたことも話題になった。
「ながたにえんワールド」モードではゲームオーバー時に復活チャンスがある。1988年11月30日 - 1989年5月31日にクリア時の暗号（いああなあお-など）を永谷園に送ることで、10万点でマリオ3トランプ・20万点マリオ3カセットがそれぞれプレゼントされるキャンペーンを実施。応募者全員の中からマリオ3特製キーホルダーも当たった。
容量が増えたため、敵キャラクターのグラフィックがアーケード版に近くなっていたり、ファミコンのROM版で削除されたつららが復活、ボーナスステージで床が見えなくなるなどアーケード版の仕様がそのまま移植されている。また、ジャンプ中にジャンプの勢いをコントロールできるようになった。

### パソコン版
1984年にウエストサイドよりPC-8001（N-BASIC）対応版が発売された。また、ハドソン開発の『マリオブラザーズスペシャル』（英: MARIO BROS. Special）（PC-8001mkII、PC-8800シリーズ、PC-6000シリーズ、PC-9800シリーズ、FM-7、MZ-2200、X1、MZ-1500、SMC-777、MB-S1）と、『パンチボールマリオブラザーズ』（英: PUNCH BALL MARIO BROS.）（PC-8001mkII、PC-8800シリーズ、PC-6000シリーズ、FM-7、MZ-1500、MB-S1、IBM JX）が発売された。ハドソン開発の2タイトルともアーケードゲーム版をベースにステージ、ルールの大幅変更など大胆なアレンジが施されており本作の名を冠するもののほとんど原形をとどめていない。三作とも任天堂の許諾を正規に受けた移植作品である。

### スーパーファミコン版
1993年7月14日発売の『スーパーマリオコレクション』に収録されたリメイク版『スーパーマリオブラザーズ3』では、ファミコン版と同様に2人プレイ時の途中で対戦する形式のものの他、新たに前記を元にして単独のモードとして独立させた2人対戦専用の「BATTLE MODE」も実装された。「BATTLE MODE」ではスーパーマリオの状態でスタートし、一回だけ敵に当たってもミスにならない（床を叩くとランダムで出現するキノコを取ると回復もできる）。
敵キャラクターの名称は「トゲゾー」「カニキチ」「ハエまる」「ファイアーボール」となっている。加えて、バトルゲーム限定でファイアーボールが「テレサ」に置き換えられ、踏みつけると甲羅になり蹴ると武器にできる「ノコノコ」が新たに登場する。

### ゲームボーイアドバンス版
過去のマリオシリーズを移植した2001年3月21日発売の『スーパーマリオアドバンス』およびそのシリーズ全4作と、2003年11月21日発売の『マリオ&ルイージRPG』でプレイ可能。基本的な内容は5作で共通しており、「クラシックモード」と「バトルモード」の2種類が収録されている。いずれも、ステージBGM（面により異なる）が追加されている。敵キャラクターの名称は「トゲゾー」「カニ」「フライ」「ファイアーボール」「フリーザー」表記となっている。
クラシックモードは1人から最大4人で協力プレイ可能の面クリア型タイプ。プレイヤーキャラクターは全てマリオで、1Pから順に赤・緑・黄・青の色違いとなる。音源などの基本システムはファミコン版に準拠しているが、面構成やつららの登場など、アーケード版をベースにしている部分も多い。1画面だったステージが広くなっており、マリオの移動に合わせてスクロールする。また、POWブロックが上部にも追加された。POWブロックの上に乗ってBボタンを押すと持ち上げることができる。投げれば叩いた時と同じ効果、ただし投げると一発で消滅する。他にも、空中の左右移動を受け付けるようになったり、パワージャンプができる。ひっくり返った敵を5匹以上連続で蹴れば1UPも可能。ゲームオーバーになった場合は一回だけコンティニューができる。
バトルモードは対戦専用で、2人から最大4人対戦が可能。コースのレベルやファイアーボールの有無、ハンディキャップとして各プレイヤー毎の初期コイン数を設定可能。全員「スーパーマリオ」の状態で開始し、1回ダメージを受けると従来の「チビマリオ」、さらにその状態でダメージを食らうとミスになる。他のプレイヤーキャラクターを持ち上げることも可能で、持ち上げられたキャラクターは拘束を免れることが可能。また、4の倍数のステージには敵キャラクターとして「クッパ」が登場するが、倒すことはできない。
バトルモードの2人プレイ時に限り、POWブロックの代わりに「ゴミ箱」が最下段中央に設置される。フタが開いている時に自分で中に飛び込む、あるいは他のプレイヤーから投げ入れられると、一定時間出られない代わりにアイテムが手に入る。入手できるアイテムは、「POWブロック」「こうら」（投げるか蹴ると床を滑って敵にダメージ）「魚の骨」（効果無し）「タマゴ」の内のどれか1つ。タマゴは投げると割れ、「コイン」1枚「ハート」（チビマリオの状態からスーパーマリオに戻る）「スター」（一定時間無敵）のどれか1つが出てくる。
上記の他、ファミコン版の移植版が、『ファミコンミニ』第2弾の1つとして2004年5月21日に発売された。

### Wii版
2006年12月12日よりバーチャルコンソールでファミコン版が配信開始。
2010年10月21日に『スーパーマリオコレクション』が『スーパーマリオコレクション スペシャルパック』としてWii版が発売された。内容はスーパーファミコン版と同じで、『スーパーマリオブラザーズ3』内のマリオブラザーズもある。

### ニンテンドー3DS版
2011年12月16日よりニンテンドー3DS早期購入者を対象にしたアンバサダー・プログラムにて、マリオブラザーズを収録した『スーパーマリオアドバンス3』がバーチャルコンソールとして配信開始。内容はゲームボーイアドバンス版に準ずるが、多人数プレイが不能になったためバトルモードで遊べなくなっている。
2013年5月8日にはファミコン版がバーチャルコンソールとして配信開始。

### Wii U版
2013年5月29日よりバーチャルコンソールとして配信。
2013年11月21日発売の『スーパーマリオ 3Dワールド』で特定の条件を満たすと『ルイージブラザーズ』というゲームがプレイ可能になる。ゲーム内容はファミコン版と同じだがマリオが登場せず、原作の1Pであったマリオが最新作準拠の配色のルイージ（緑の帽子・シャツ、青のつなぎ）に差し替わったものになっており、2Pのルイージは原作と同じまま（白い帽子・シャツ、緑のつなぎ）である。
2014年4月3日よりバーチャルコンソールとしてゲームボーイアドバンスソフトでマリオブラザーズを収録した『スーパーマリオアドバンス2』が配信開始したが、多人数プレイが不能になったため、バトルモードが遊べなくなっている。

### ニンテンドークラシックミニ ファミリーコンピュータ
2016年11月10日に発売したゲーム機・ニンテンドークラシックミニ ファミリーコンピュータは、本作などファミコンソフト30本を内蔵している。

### Nintendo Switch版
2017年9月27日にハムスターが展開している『アーケードアーカイブス』のひとつとしてアーケード版が配信開始された。
任天堂のアーケードゲームが同サービスで配信されたのは本作が初めてであるが、選ばれた理由は任天堂の担当者から「どのタイトルが第1弾としてインパクトがあり、Switchに合っていて、ユーザーの皆さんに喜んでいただけるか」と語っており、おすそわけプレイの相性が良く、マリオの登場するゲームが決まった。
開発はハムスターが担当し、任天堂は監修を行う。ベースはアップライト筐体。オンラインランキングは配信当日の0時20分の時点で100位が埋まり、2日目でキャラバンモードの1位が10万点を超えた。
2018年9月19日にNintendo Switch Online加入者向けに配信された『ファミリーコンピュータ Nintendo Switch Online』にはファミコン版が収録されている。
2021年2月12日発売の『スーパーマリオ 3Dワールド + フューリーワールド』で特定の条件を満たすと『ルイージブラザーズ』がプレイ可能になる。ゲーム内容はWii U版と同様。
2023年2月9日よりNintendo Switch Online + 追加パック加入者向けに配信された『ゲームボーイアドバンス Nintendo Switch Online』にはマリオブラザーズを収録した『スーパーマリオアドバンス4』および『マリオ&ルイージRPG』が収録されている。ローカル通信およびオンライン通信にも対応しており、最大4人同時にクラシックモードとバトルモードを遊ぶことができる。

## 音楽
ゲーム開始時に流れる音楽はモーツァルトのアイネ・クライネ・ナハトムジークの第1楽章冒頭部分である。アーケード版とファミコン版ではややサウンドが異なりリメイク作品はファミコン版を基に作られているため、サウンドもファミコン準拠である。
サウンドトラック
- ファミコン 20TH アニバーサリー オリジナル・サウンド・トラックス VOL.1（2004年1月7日）
- ファミコン サウンドヒストリーシリーズ「マリオ ザ ミュージック」（2004年7月22日）
- サイトロン・デジタルコンテンツより発売されたCD内の一作品として収録されている。

## スタッフ
アーケード版
- デザイン：宮本茂
- 音楽：兼岡行男
- 効果音：田中宏和
- プロデューサー：横井軍平
- エグゼクティブ・プロデューサー：山内溥

## 評価

### アーケード版
1998年に刊行されたゲーメストムック『ザ・ベストゲーム2』では、「それまでのゲームでは、テーブル筐体の手前側とその反対側にプレイヤーが1人ずつ座りプレイする形が主流だったのに対し、それを手前側に2人分の操作系を用意し、同一画面中で2人のプレイヤーが操るキャラクターが登場した」、「プレイヤーが2人並んで同じ目的を持ってプレイするこのスタイルは、孤独にプレイするものから大きく変化したものであった。このスタイルはその後の協力プレイの基本となり、さらにはアップライト型筐体の形に発展することになる」、「その他にも強制的にゲームを終わらせる演出や、1度にすべての敵の動きを止める、今でいうところのボムの存在も忘れることはできない」と紹介されている。

### ファミリーコンピュータ版
『ファミリーコンピュータMagazine』の1991年5月10日号特別付録の「ファミコンロムカセット オールカタログ」では、「マリオをメジャーなスターダムにのしあげたゲーム」、「2人同時プレイの楽しさを引き出したゲームでもある」と紹介されている。

## ゲーム&ウオッチ版

パッケージの真ん中にいるのは主人公のマリオとルイージである。

1983年3月14日に任天堂より発売。『マリオブラザーズ』のタイトルで最も早く発売されたバージョンであり、後のアーケード版とタイトルは同じだが、アーケード版は本作から移植されたものではなく、ゲーム内容は全く異なっている。ポッカ（現・ポッカサッポロフード&ビバレッジ）の販促用景品としても配布されていた。
左右2画面のマルチスクリーン機用ゲーム。瓶詰め工場を舞台に、兄弟はベルトコンベア上を流れてくる荷物を運ぶ仕事をしており、中央に表示されたベルトコンベアを挟んで、マリオは右画面、ルイージは左画面にいる。プレイヤーは一人で同時に、右手でマリオ、左手でルイージを上下操作して、流れてくる荷物を落とさないように、より高い位置にあるベルトコンベアにタイミングよく乗せかえて行く。最上段まで荷物を運んでトラックに積み、積載量一杯になるとトラックが発車してボーナス得点が与えられる。
荷物を落としてミスすると上司に叱られるなど、さまざまな演出も見られる。
本作がマリオの弟・ルイージの初登場作品となり、本体パネルに描かれたイメージイラストでは、それぞれ赤い帽子とつなぎに青のシャツと、緑の帽子とつなぎに赤のシャツとなっており、この時点で「赤」「緑」というイメージで描き分けられていた（ただしどちらがそのキャラクターなのかはイラストには添えられておらず、実際のゲーム上ではモノクロ液晶のため二人とも全身真っ黒）。ただし、上述のアーケード版ではマリオが青い帽子とつなぎに赤のシャツ、ルイージが緑の帽子とつなぎに茶色のシャツ（ファミコン版ではマリオが赤い帽子、ルイージが白い帽子とシャツ）へと変化している。さらに、アーケード版ではマリオのイメージカラーは「青」であり、タイトルロゴから筐体の配色にまで反映されている。
1999年4月8日発売のゲームボーイ用ソフト『ゲームボーイギャラリー3』の1ゲームとして移植されており、同作にはグラフィックをリニューアルしてルールがアレンジされた「いまモード」も収録されている。同様にリメイクされたものが日本国外でゲームボーイアドバンス用ソフト『GAME&WATCH GALLERY 4』に収録され、日本では、2016年3月16日にWii Uバーチャルコンソール専用ソフト『ゲームボーイギャラリー4』として配信された。